# 이재영 (배구 선수)
이재영(李在英, 1996년 10월 15일~)은 일본 SV 리그의 빅토리나 히메지에서 뛰고 있는 대한민국의 여자 배구 선수로 V-리그 시절 인천 흥국생명 핑크스파이더스에서 레프트로 합류하여 한 팀에서만 생활했다. 이후 국가대표로 발탁된 뒤 주전으로 나서 대한민국 여자 배구 대표팀의 좋은 성적들에 크게 기여하였으나 쌍둥이 동생 이다영과 함께 중학교 시절 가해했던 학교폭력 의혹이 커지면서 무기한 자격 정지 징계를 받아 국내 리그에서 다시 선수로 뛰는 것이 어렵게 되었다.

## 학력
- 전주중산초등학교 졸업
- 경해여자중학교 졸업
- 선명여자고등학교 배구부 졸업

## 생애
1988년 하계 올림픽 육상 경기(해머던지기) 국가대표 선수 출신인 이주형 익산시청 육상팀 감독과 1988년 서울올림픽 여자 배구 국가대표팀에서 세터로 활약했던 김경희 선수 사이에서 태어난 쌍둥이 딸 중 언니다. 이재영은 동생 이다영보다 5분 먼저 태어났다.
그는 고교 시절부터 남다른 활약을 보이며 김연경의 뒤를 잇는 차세대 여자 배구 에이스로 급부상했다. 그는 2학년 재학 중이던 2013년 아시아 여자배구선수권대회에 처음으로 성인 국가대표팀에 발탁되어서 2경기 출전하였다.
이듬해인 2014년 다시 성인 국가대표팀에 선발돼 FIVB 월드 그랑프리-AVC컵 대회에서 눈부신 활약을 펼쳤다. 그러나 이 대회에서 입은 발목 부상으로 인천아시안게임에는 원포인트 서버로만 출전하였다.
2014년 V-리그 신인 드래프트에서 동생 이다영을 제치고 1라운드 1순위로 인천 흥국생명 핑크스파이더스에 지명돼 바로 입단했다.
또한 2016 리우 올림픽에 참가하였으며, 특히 한일전에서 활약하여 국민들의 많은 관심을 받았다.
데뷔 첫 해인 2014-15 시즌에 팀의 주전 레프트 자리를 차지하며 맹활약을 하며 신인상을 수상하였다.
2016-17 시즌에는 팀의 정규리그 우승을 이끌며 정규리그 MVP(최우수선수상)을 수상하였다.
2017년 세계랭킹 1위, 2위, 4위, 5위, 6위팀이 출전한 2017 월드 그랜드챔피언스컵 대회에 출전해서 득점 9위, 세트당 득점 4위, 리시브 3위를 기록하며 전천후 에이스의 가능성을 보여 주었다.
2018-19 시즌에는 팀의 정규리그 우승, 챔피언결정전 우승을 모두 이끌며 12년만의 흥국생명 통합 우승을 달성하였다. 그리고 역대 최초 만장일치 정규리그 MVP, 만장일치 챔피언결정전 MVP를 수상 하였다.
2019년 월드컵에서 득점 10위, 공격효율 8위를 기록하면서 한국이 월드컵 6위 하는데 기여하였다.
2020년 올림픽 아시아예선에서 득점 2위, 공격효율 1위, 리시브 3위를 기록하면서 한국이 전승 1위로 올림픽 출전 자격을 획득하는데 기여했다.
2019-20 시즌 종료 후 FA 자격을 취득하였고, 보장금액 매년 최소 6억원 (연봉 4억원, 옵션 2억원)이상인 3년 FA 계약을 체결하여 원 소속팀 흥국생명에 잔류했다. (3년간 최소 18억원 보장 계약)

## 약력
- 전라북도 익산시 출생
- 전주중산초등학교
- 전주근영중학교(전학) → 경해여자중학교 졸업
- 선명여자고등학교 졸업 (2012년 입학 ~ 2015년 졸업)
- 2014년 인천아시안게임 여자 배구 금메달 획득
- 2014년 인천 흥국생명 핑크스파이더스에 1라운드 1순위로 지명

## 가족 관계
- 아버지 : 이주형 - 1986년 서울 아시안 게임 육상 필드 종목(해머던지기) 국가대표 출신
- 어머니 : 김경희 - 1988년 서울 올림픽 여자 배구 국가대표(세터) 출신
- 언니 : 펜싱선수 이연선
- 쌍둥이 동생 : 이다영 - 쌍둥이 여동생. 2014 V-리그 신인 드래프트 1라운드 2순위. 現 수원 현대건설 힐스테이트 세터
- 남동생 : 배구선수 이재현 (현재 남성고 재학중, 배구부에서 활동중)

## 국가대표 경력
- 2012 아시아 주니어선수권대회
- 2013 아시아 선수권대회
- 2014 아시아 주니어선수권대회
- 2014 월드 그랑프리
- 2014 AVC컵
- 2014 인천 아시안게임
- 2015 아시아 선수권대회
- 2015 월드컵
- 2016 리우 올림픽 세계예선
- 2016 리우 올림픽
- 2017 월드 그랜드챔피언스컵
- 2018 FIVB 여자배구 세계선수권대회 아시아예선
- 2018 FIVB 발리볼네이션스리그
- 2018 자카르타-팔렘방 아시안게임
- 2018 FIVB 세계 여자배구 선수권 대회
- 2019 도쿄 올림픽 세계예선
- 2019 아시아 선수권대회
- 2019 월드컵
- 2020 도쿄 올림픽 아시아예선

## V리그 기록
정규리그 기록
| 시즌    | 소속     | 출장 | 출장 | 득점  | 득점   | 득점   | 공격  | 공격  | 공격   | 공격   | 오픈  | 오픈  | 오픈   | 오픈   | 서브  | 서브 | 서브   | 블로킹 | 블로킹 | 디그  | 디그   | 리시브 | 리시브 | 리시브 | 점유율 | 점유율 |
| 시즌    | 소속     | 경기 | 세트 | 합계  | 세트당 | 경기당 | 시도  | 성공  | 성공률 | 효율   | 시도  | 성공  | 성공률 | 효율   | 시도  | 성공 | 세트당 | 성공   | 세트당 | 성공  | 세트당 | 시도   | 정확   | 성공률 | 공격   | 리시브 |
| ------- | -------- | ---- | ---- | ----- | ------ | ------ | ----- | ----- | ------ | ------ | ----- | ----- | ------ | ------ | ----- | ---- | ------ | ------ | ------ | ----- | ------ | ------ | ------ | ------ | ------ | ------ |
| 2014-15 | 흥국생명 | 27   | 104  | 374   | 3.60   | 13.9   | 737   | 301   | 40.84% | 28.90% | 364   | 126   | 34.62% | 22.25% | 347   | 35   | 0.34   | 38     | 0.37   | 275   | 2.64   | 760    | 341    | 36.32% | 19.29% | 34.08% |
| 2015-16 | 흥국생명 | 29   | 115  | 498   | 4.33   | 17.2   | 1,291 | 438   | 33.93% | 22.85% | 802   | 247   | 30.80% | 19.70% | 428   | 29   | 0.25   | 31     | 0.27   | 407   | 3.54   | 916    | 447    | 43.67% | 27.98% | 38.54% |
| 2016-17 | 흥국생명 | 29   | 103  | 479   | 4.65   | 16.5   | 1,154 | 429   | 37.18% | 26.17% | 703   | 238   | 33.85% | 22.19% | 383   | 23   | 0.22   | 27     | 0.26   | 389   | 3.78   | 867    | 427    | 45.91% | 26.75% | 38.88% |
| 2017-18 | 흥국생명 | 30   | 118  | 555   | 4.70   | 18.5   | 1,483 | 500   | 33.72% | 23.20% | 881   | 282   | 32.01% | 21.45% | 418   | 25   | 0.21   | 30     | 0.25   | 374   | 3.17   | 1,052  | 495    | 42.68% | 33.11% | 43.40% |
| 2018-19 | 흥국생명 | 30   | 111  | 624   | 5.62   | 20.8   | 1,453 | 561   | 38.61% | 29.80% | 771   | 260   | 33.72% | 24.77% | 406   | 13   | 0.12   | 50     | 0.45   | 451   | 4.06   | 638    | 298    | 42.16% | 33.81% | 29.47% |
| 2019-20 | 흥국생명 | 17   | 67   | 432   | 6.45   | 25.4   | 939   | 381   | 40.58% | 30.56% | 485   | 181   | 37.32% | 26.19% | 239   | 17   | 0.25   | 34     | 0.51   | 253   | 3.78   | 440    | 183    | 38.64% | 22.75% | 21.00% |
| 합계    | 합계     | 162  | 618  | 2,962 | 4.79   | 18.3   | 7,057 | 2,610 | 36.98% | 26.56% | 4,006 | 1,334 | 33.30% | 22.52% | 2,221 | 142  | 0.23   | 210    | 0.34   | 2,149 | 3.48   | 4,673  | 2,191  | 41.99% | 27.51% | 31.31% |

- 시즌 기록 중 굵은 글씨는 해당 시즌 국내 선수 1위 기록, 빨간 글씨는 역대 국내 선수 1위 기록

커리어
- 신인상 (2014-15)
- 정규리그 MVP : 2회 (2016-17, 2018-19)
- 챔피언결정전 MVP : 1회 (2018-19)
- 베스트 7 (레프트) : 5회 (5년 연속, 2015-16 ~ 2019-20)
- 국내선수 세트당 득점 1위 : 5회 (5년 연속, 2015-16 ~ 2019-20)
- 국내선수 세트당 공격득점 1위 : 5회 (5년 연속, 2015-16 ~ 2019-20)

## 수상 경력

### 단체 수상

#### 국가대표팀
- 대한민국 여자 배구 국가대표팀 (2013-)
  - 아시안 게임
    -  우승 (1회) : 2014
    -  3위 (1회) : 2018

#### 개인 클럽
- 인천 흥국생명 핑크스파이더스 (2014-)
  - V-리그
    - 챔피언결정전
      -  우승 (1회) : 2018-19

    - 정규리그
      -  1위 (1회) : 2018-19

### 개인 수상

#### 개인 클럽
- 2014 제17회 아시아주니어선수권대회 득점상[1]
- 2014 제17회 아시아주니어선수권대회 베스트 아웃사이드 스파이커상
- 2014-2015 V-리그 여자부 신인선수상
- 2014-2015 V-리그 라운드 MVP 6R[2]
- 2015-2016 V-리그 라운드 MVP 1R[3]
- 2015-2016 V-리그 베스트7 (레프트1)[4]
- 2016-2017 V-리그 라운드 MVP 2R[5]
- 2016-2017 V-리그 베스트7 (레프트1)
- 2016-2017 V-리그 정규리그 MVP
- 2017-2018 V-리그 베스트7 (레프트1)
- 2018-2019 V-리그 라운드 MVP 3R
- 2018-2019 V-리그 라운드 MVP 6R[6]
- 2018-2019 V-리그 베스트7 (레프트1)
- 2018-2019 V-리그 정규리그 MVP[7]
- 2018-2019 V-리그 챔피언결정전 MVP[8]
- 2019-2020 V-리그 베스트7 (레프트1)

## 논란 사건 및 사고
흥국생명 소속 선수로 뛰던 2020 - 2021 시즌 중 중학교 재학 시절 가해했던 학교폭력 의혹이 피해 사실을 제기한 피해자에 의해 불거져 소속팀에서의 무기한 출전 정지 및 계약 해지 징계를 받고 국가대표 선수로도 영구 실격 처분을 당했다. (자세한 사항은 아래 링크 문서 참조)